# Селці (округ Банська Бистриця)
Селце — село в Банськобистрицькому окрузі Банськобистрицького краю Словаччини. Станом на грудень 2015 року в селі проживало 2154 людей.

## Населення
| Рік:            | 1994. | 2004.   | 2014.   | 2024.   |
| --------------- | ----- | ------- | ------- | ------- |
| Кількість осіб: | 1987  | 2049    | 2161    | 2100    |
| Різниця:        |       | +3,12 % | +5,46 % | -2,82 % |

| Рік:            | 2023. | 2024.   |
| --------------- | ----- | ------- |
| Кількість осіб: | 2117  | 2100    |
| Різниця:        |       | -0,80 % |

## Відомі люди

### Народилися
- Антон Емануель Тимко (1843—1903) — словацький письменник-фантаст, автор пригодницьких та історичних творів, учитель і народний просвітитель.[7]